# Le Secret des Trolls
Le Secret des Trolls est la seizième histoire de la série Le Scrameustache de Gos et Walt. Elle est publiée pour la première fois du no 2412 au no 2415 du journal Spirou, puis en album en 1984.
Deuxième tome du diptyque formé avec La Saga de Thorgull. Afin de débarrasser l'Oncle Georges de la malédiction du chaman, le Scrameustache doit remonter le temps avec une équipe de Galaxiens et leurs anciens afin d'y découvrir le secret des Trolls.

## Personnages
- Le Scrameustache
- Khéna
- Oncle Georges
- Ulla Svérikson
- Quatre Anciens galaxiens
- Les Galaxiens
- Thorgull
- Les trolls
- Mochdentûr
- Les forces de la Confédération